# Ідеґуті Йосуке
Йосуке Ідеґуті (яп. 井手口陽介, нар. 23 серпня 1996, Фукуока) — японський футболіст, півзахисник клубу «Гамба Осака».
Виступав, зокрема, за олімпійську збірну Японії.

## Клубна кар'єра
Вихованець юнацької команди футбольного клубу «Ґамба Осака».
У дорослому футболі дебютував 2014 року виступами за команду клубу «Ґамба Осака», кольори якої захищає й донині.

## Виступи за збірні
2014 року дебютував у складі юнацької збірної Японії, взяв участь у 4 іграх на юнацькому рівні, відзначившись одним забитим голом.
2016 року залучався до складу молодіжної збірної Японії. На молодіжному рівні зіграв у 4 офіційних матчах, забив 1 гол.
2016 року захищав кольори олімпійської збірної Японії. У складі цієї команди провів 2 матчі. У складі збірної — учасник футбольного турніру на Олімпійських іграх 2016 року у Ріо-де-Жанейро.
З 2016 року залучається до лав національної збірної Японії. 

## Титули і досягнення
Японія (U-23)
- Чемпіон Азії (U-23): 2016

«Ґамба Осака»
- Чемпіон Японії: 2014
- Володар Кубка Імператора Японії: 2014, 2015
- Володар Кубка Джей-ліги: 2014
- Володар Суперкубка Японії: 2015

«Селтік»
- Чемпіон Шотландії: 2021-22

«Авіспа Фукуока»
- Володар Кубка Джей-ліги: 2023